# Paul Heavy Mover
Der PAUL Heavy Mover ist eine übergroße Schwerlastzugmaschine der Vilshofener Firma Paul Nutzfahrzeuge GmbH, die im Jahr 2012 in erster Linie für den Einsatz auf entlegenen Erdöl- und Erdgasfeldern konzipiert wurde. Weitere Einsatzbereiche stellten Tagebauminen oder das Militär dar.

## Beschreibung
Der Heavy Mover ist das erste LKW-Modell, das von der Firma Paul Nutzfahrzeuge GmbH aus Passau unter dem eigenen Markennamen angeboten wird. Das Fahrzeug mit der Antriebsformel 6×6 wurde nach einer sechsmonatigen Planungs- und Bauphase bereits auf der IAA Nutzfahrzeuge 2012 in Hannover der Öffentlichkeit präsentiert. Er gilt als größter Schwerzuglaster aus deutscher Produktion. Vor allem als Ölfeldfahrzeug soll der Heavy Mover in entlegenen Gebieten Russlands und des Nahen Ostens eingesetzt werden. So gehört zur Sonderausstattung ein spezielles Kältepaket, welches ein problemloses Einsetzen des LKW bei Temperaturen von −40 °C ermöglicht. Das Unternehmen erwägt zudem Einsatzmöglichkeiten beim Militär und im Sonderschwerlastbereich.

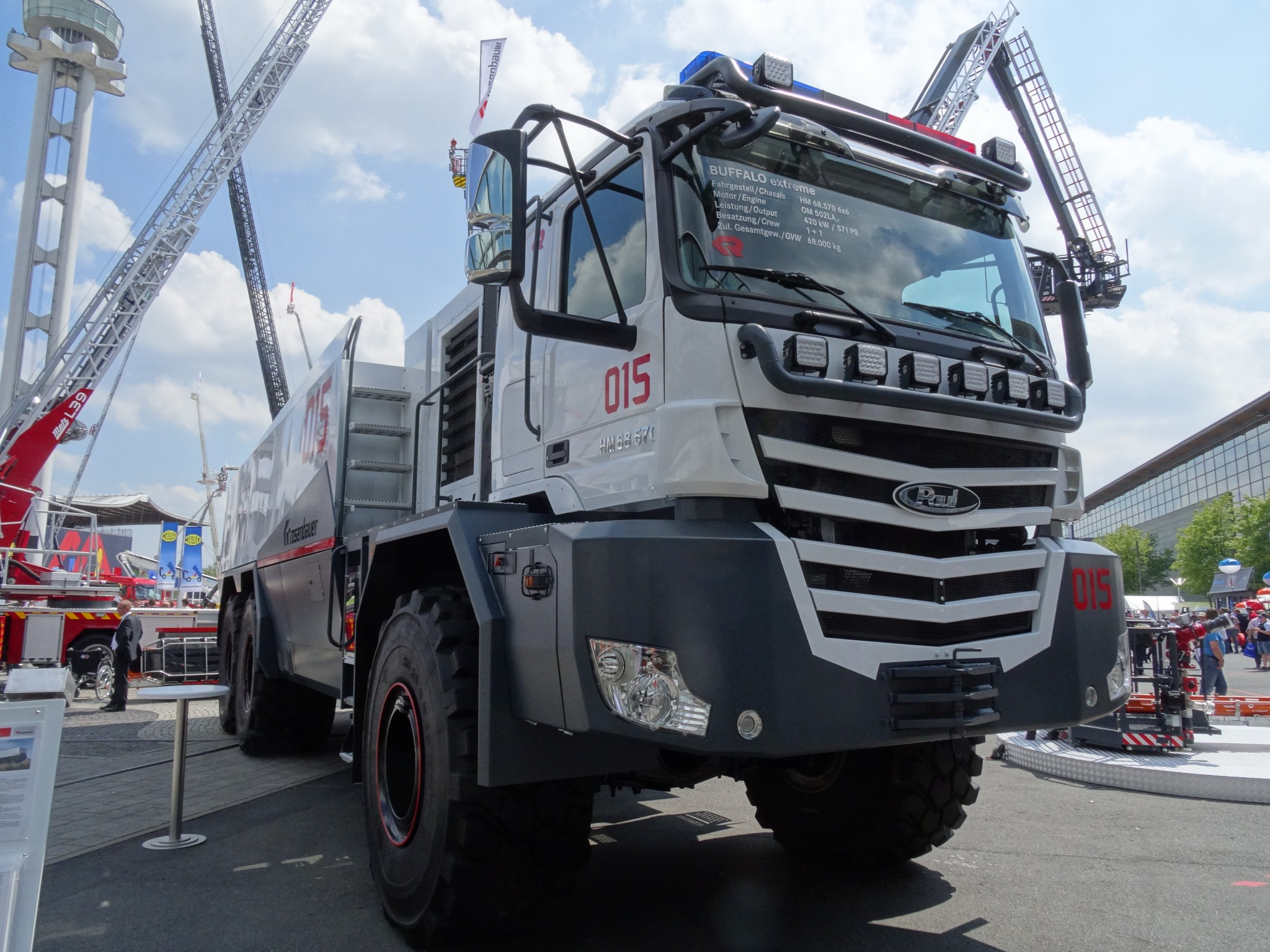
Rosenbauer Buffalo Extreme

Da die Firma Paul Partner des Mercedes-Benz Custom Tailored Trucks-Programms ist, wird auch beim Heavy Mover überwiegend auf Mercedes-Benz-Technik gesetzt. Angetrieben wird das Fahrzeug von einem Daimler-Antriebsstrang, das heißt, dass der V8-Motor, das mechanische 16-Gang-Getriebe und das Verteilergetriebe aus dem Hause Daimler stammen. Als Alternative steht auch ein vollautomatisches 7-Gang-Getriebe von Allison Transmission zur Auswahl. Bei diesem LKW-Modell werden zudem leicht modifizierte Mercedes-Actros-Führerhäuser verbaut. Die Bereifung ist im Format 29.5 R 25 oder 875/65 R 29 an den Hinterachsen.
Der Vorteil auf die Fixierung auf Mercedes-Benz besteht in der Möglichkeit auf Nutzung des weltweiten Daimler-Servicenetzes im Not- oder Servicefall.
Die Firma Rosenbauer bietet das Großtanklöschfahrzeug (GTLF) Buffalo Extreme mit 33.000 Liter Wasserfassungsvermögen an, welches auf Basis des Heavy Movers vertrieben wird. Das offroadtaugliche Feuerwehrfahrzeug soll bei abgelegenen Brandbekämpfungsunternehmungen eingesetzt werden können.

## Technische Daten
→ Quelle
|                                            | HM 80 570                              | HM 80 610                              | HM 80 650                              |
| ------------------------------------------ | -------------------------------------- | -------------------------------------- | -------------------------------------- |
| Antriebsformel                             | 6×6                                    | 6×6                                    | 6×6                                    |
| Sitzplätze im Fahrerhaus                   | 2                                      | 2                                      | 2                                      |
| Technisch zulässiges Fahrzeuggesamtgewicht | 80 t                                   | 80 t                                   | 80 t                                   |
| Technisch zulässiges Zuggesamtgewicht      | 250 t                                  | 250 t                                  | 250 t                                  |
| Leergewicht                                | ca. 27,5 – 28,9 t                      | ca. 27,5 – 28,9 t                      | ca. 27,5 – 28,9 t                      |
| Länge                                      | 12.300 mm                              | 12.300 mm                              | 12.300 mm                              |
| Breite                                     | 3500 mm                                | 3500 mm                                | 3500 mm                                |
| Höhe                                       | 4070 mm (unbeladen); 3950 mm (beladen) | 4070 mm (unbeladen); 3950 mm (beladen) | 4070 mm (unbeladen); 3950 mm (beladen) |
| Wendekreis                                 | 37 m                                   | 37 m                                   | 37 m                                   |
| Getriebe                                   | mechanisch                             | vollautomatisch                        | mechanisch                             |
| Motortyp                                   | Mercedes-Benz OM 502 LA V8             | Mercedes-Benz OM 502 LA V8             | Mercedes-Benz OM 502 LA V8             |
| Abgasnorm                                  | Euro-3                                 | Euro-3 und Euro-5                      | Euro-5                                 |
| Hubraum                                    | 15,93 l                                | 15,93 l                                | 15,93 l                                |
| Motorleistung                              | 420 kW (1800 min−1)                    | 448 kW (1800 min−1)                    | 448 kW (1800 min−1)                    |
| max. Motordrehmoment bei best. Drehzahl    | 2700 Nm (1080 min−1)                   | 2400 Nm (1080 min−1)                   | 3000 Nm (1080 min−1)                   |
| Höchstgeschwindigkeit                      | ca. 65 km/h                            | ca. 65 km/h                            | ca. 65 km/h                            |

## Galerie

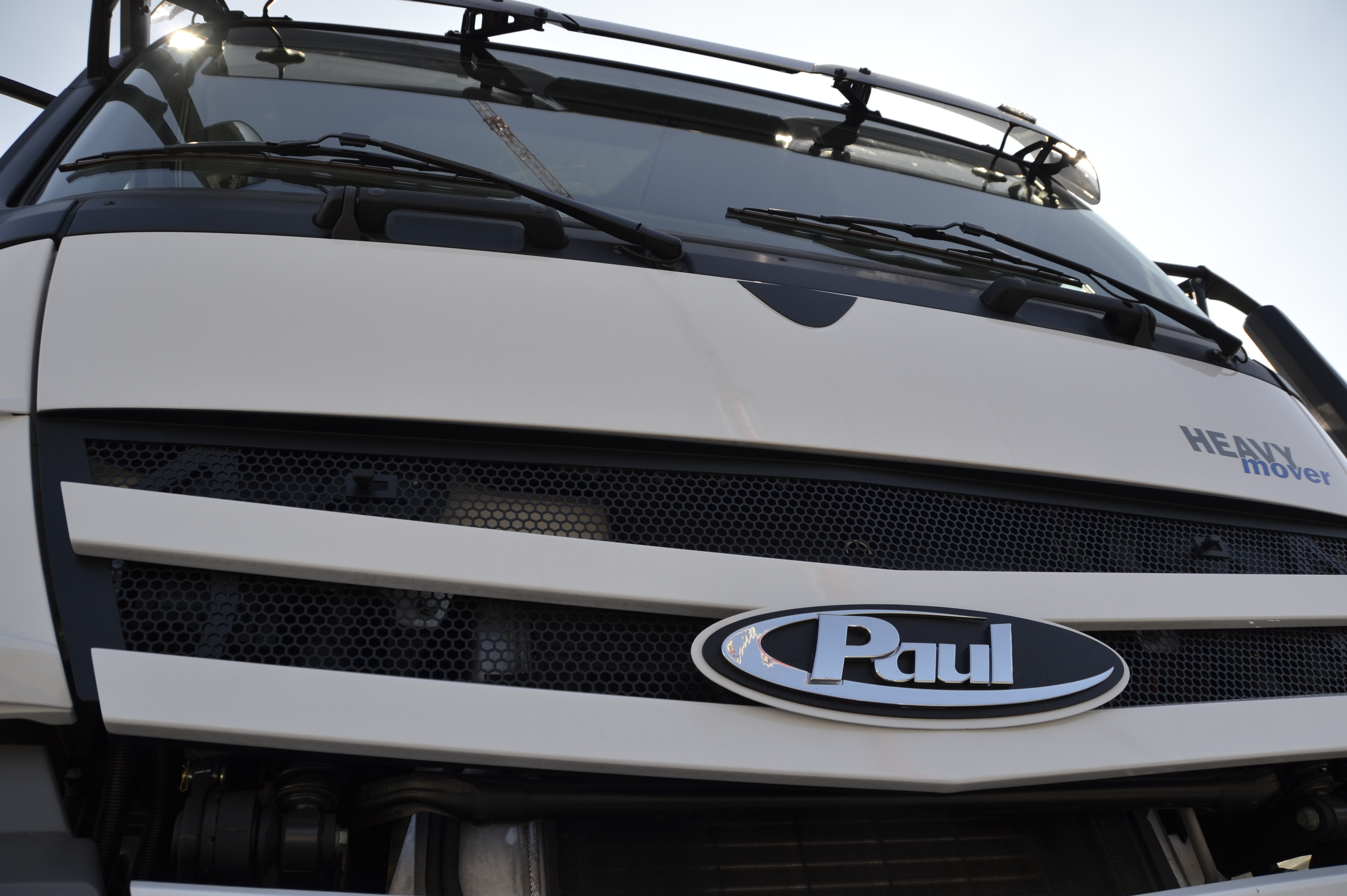
Führerhaus
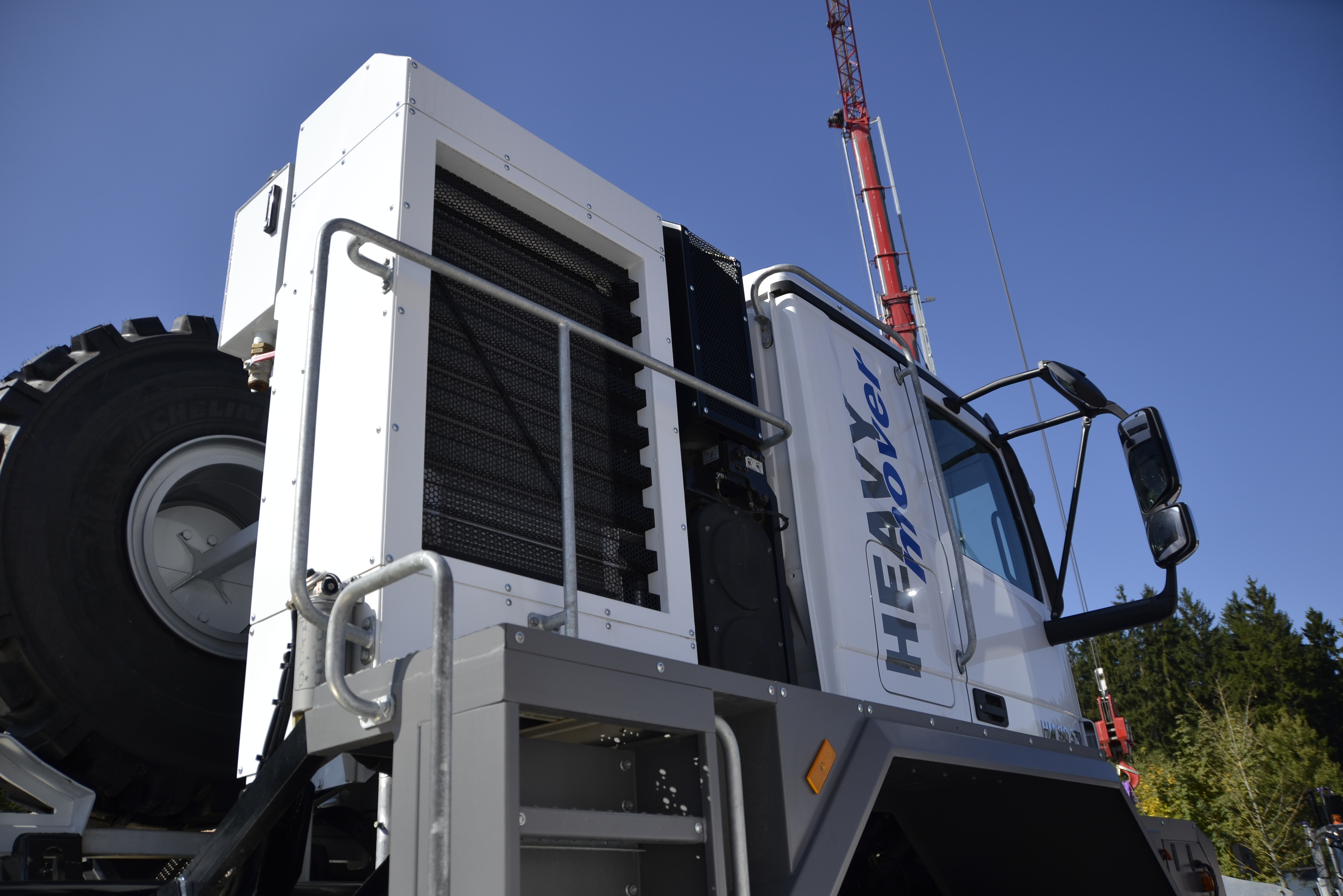
Ansaugtrakt
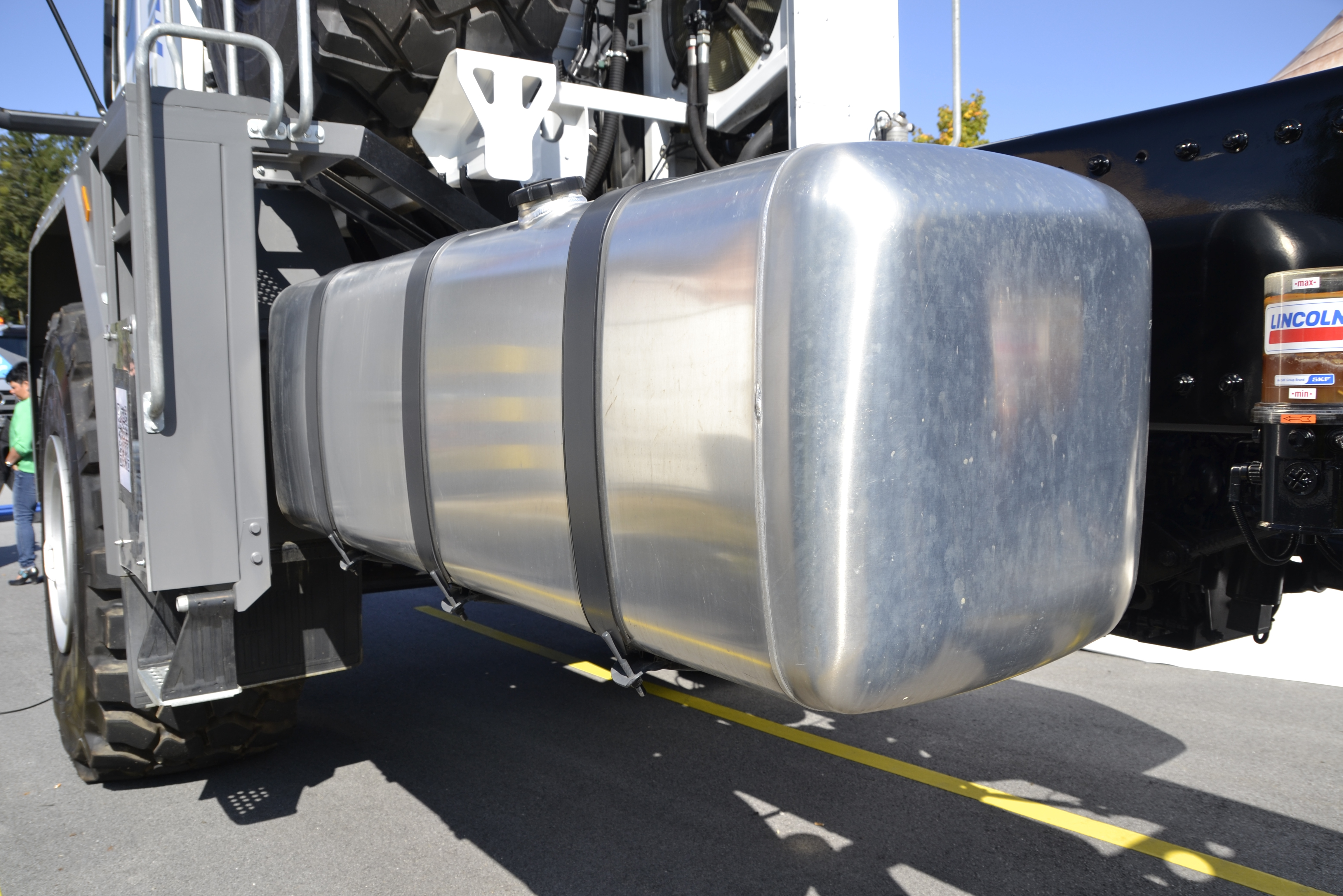
Kraftstofftank
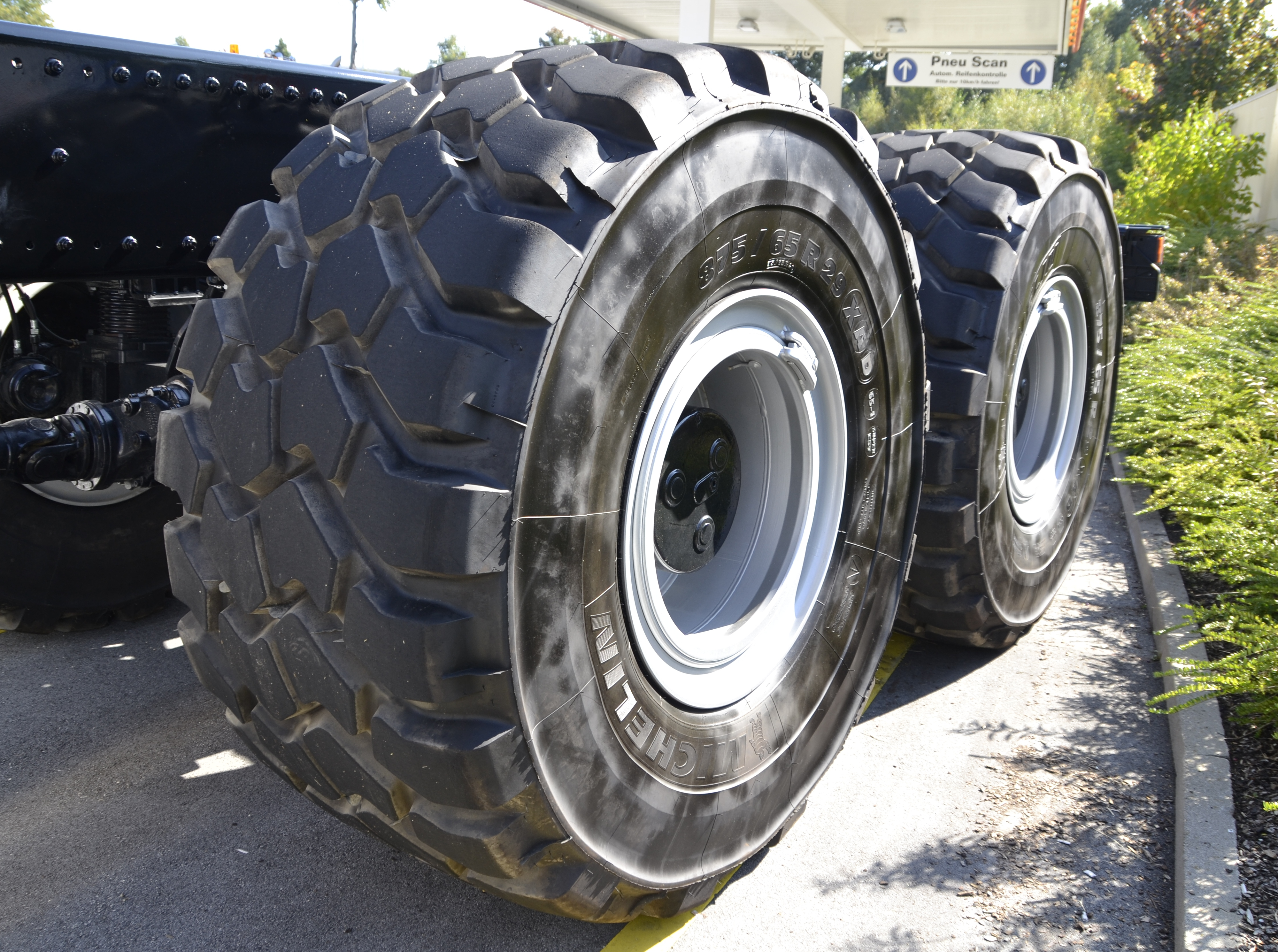
Michelin-Reifen (Hinterachsen)
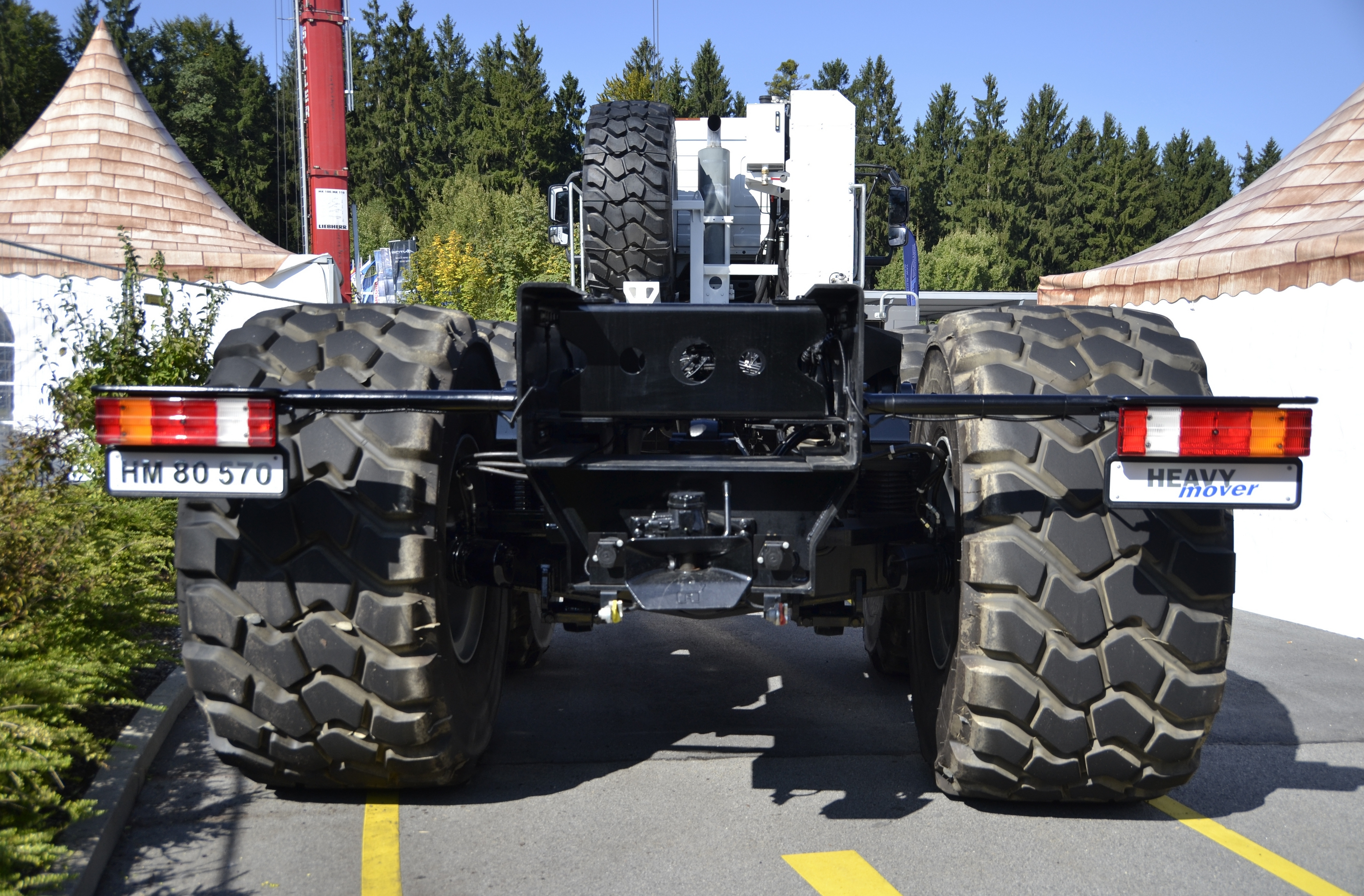
Rückansicht des Chassis
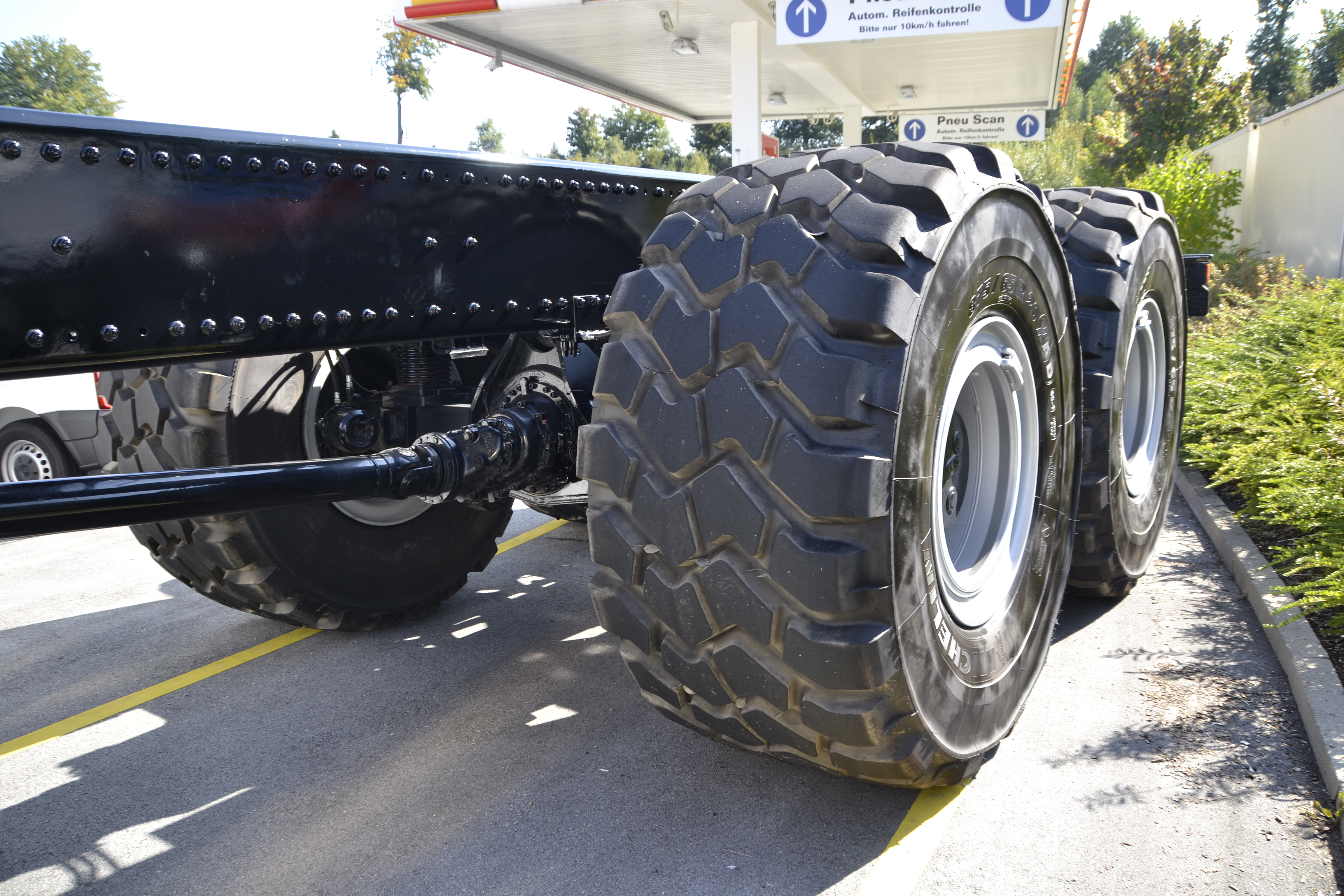
Die Kardanwelle zu den Hinterachsen